# ウェストミンスター駅
ウェストミンスター駅（ウェストミンスターえき、英語: Westminster station）はロンドン都心部のシティ・オブ・ウェストミンスターにあるロンドン地下鉄の駅である。地下鉄のサークル線、ディストリクト線およびジュビリー線が発着する。
当駅はトラベルカード・ゾーン1にある。

## 概要
サークル線・ディストリクト線は線路・ホームを共有する地下駅。ジュビリー線はこれらより深い地下を直交する地下駅である。
ポートカリス・ハウスの直下、ブリッジ・ストリート（国道A302号線）およびヴィクトリア・エンバンクメント（国道A3211号線）の交差点にある。当駅は、ウェストミンスター宮殿（国会議事堂）からの道路と交差するウェストミンスター橋に隣接する。

## 駅周辺
- パーラメント・スクエア
- ウェストミンスター宮殿
- ウェストミンスター寺院
- 慰霊碑
- イギリス大蔵省
- ダウニング街（ダウニング街10番地）
- セント・ジェームズ・パーク
- ロンドン・アイ

## 歴史
1868年12月24日に、メトロポリタン・ディストリクト鉄道（MDR、現在のディストリクト線）が、サウス・ケンジントン駅から路線の最初の区間を開業させた際に開業した。
最初は「ウェストミンスター・ブリッジ (Westminster Bridge) 」の名称で開業し、1870年5月30日にMDRがブラックフライアーズ駅まで延伸開業するまではMDRの東の終点であった。
MDRはサウス・ケンジントン駅でメトロポリタン鉄道（MR、現在のメトロポリタン線）と接続する。両鉄道会社はライバルだったが、それぞれの会社の運行する列車が相手会社の線路を相互直通運転するインナー・サークル (Inner Circle) 系統の運行を行った。
その後、同様にMDRと他社の相互直通運転を行う、「アウター・サークル」が1872年2月1日より、「ミドル・サークル」1872年8月1日より運行されテンプル駅を経由する。しかし、1900年にはミドル・サークルが、1908年12月31日にはアウター・サークルが、その運行区間を短縮され当駅まで乗り入れなくなった。
1907年、ベーカールー線の「ウェストミンスター・ブリッジ・ロード (Westminster Bridge Road) 駅」（現在のランベス・ノース駅）との混乱を避けるため、現在の名称に変更された。
1920年代、新たにヴィクトリア・エンバンクメントからの脇出入口 (side entrance) がチャールズ・ホールデンにより設計された。これはロンドン地下電気鉄道（ロンドン旅客運輸公社およびロンドン交通局の主な前身）のための建築家による最初のプロジェクトとみられている。当駅はまた同じくホールデンにより設計され、1924～26年の間に開業したシティ・アンド・サウス・ロンドン鉄道（現在のノーザン線）のモーデン駅への延伸および再建に使用された、緑色・青色・黒色そして白色のタイルによるタイル張りの設計に基づき、新たなタイル張りを施されて改装された。
1949年、それまでメトロポリタン線の系統の1つの扱いであったインナー・サークル系統が「サークル線」として地下鉄路線図上で独立した。
その後、ジュビリー線延伸区間の一部として乗り場を新設することになり、当駅はホプキンス・アーキテクツの設計により完全に造り替えられた。古い駅舎は全て撤去された。乗り換え通路確保のため、旧駅の下に深さ39メートルの大空間が掘削された。これはロンドン都心部でそれまでで最も深い掘削となった。技術者が直面した最も難しい問題のひとつは、サークル線・ディストリクト線の線路の周りを、列車運行を継続しながら建設することであった。その線路は300mm（1フィート）下げられねばならず、毎晩の終電後の数時間の間に一度に数mmずつ下げられるという方法で実行された。当駅はジュビリー線のどの駅よりも技術的な面で複雑であった。1999年12月22日、ジュビリー線の乗り場が開業した。駅の直上の再開発ビルポートカリス・ハウスは、駅の工事と平行して建設された。
駅の設計は、2001年の王立英国建築家協会（RIBA）アワードに優勝し、またRIBAの権威あるスターリング賞の最終候補の地位を獲得した。

## 設備

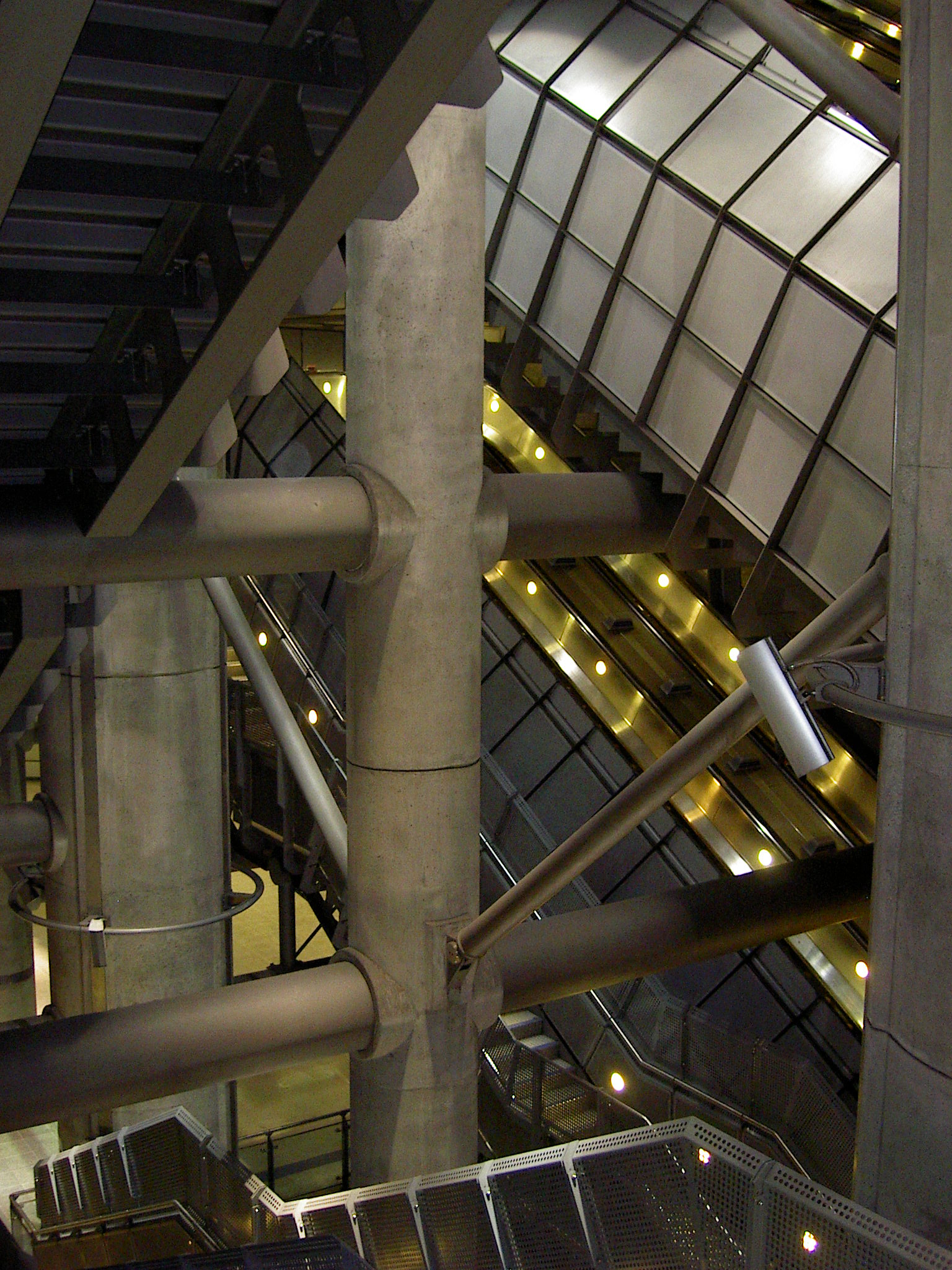
ジュビリー線へのエスカレーター

駅は「宇宙時代」の様相を見せる巨大なコンクリートの梁と円柱がステンレス製エスカレーターおよび階層と十字交差し、ジュビリー線延伸区間の他の駅と同様に荘厳な内装を有する。
側壁の構造的補強体はポートカリス・ハウスの重量を支えている。また、ジュビリー線延伸区間の他の一般的な駅と同じく、ジュビリー線のホームには空調を改善し安全性を高めるために、ホームドア (Platform screen doors) が設置されている。ホームは地表面から約39m下にあり、ロンドン地下鉄で最も深い位置にある。建設場所が限られていたため、2本のトンネルは通常の並列した形ではなく、1本のトンネルの上にもう1本のトンネルがあるという形を採る。

## その他
当駅は映画「ハリー・ポッターと不死鳥の騎士団」に登場した。

## ギャラリー

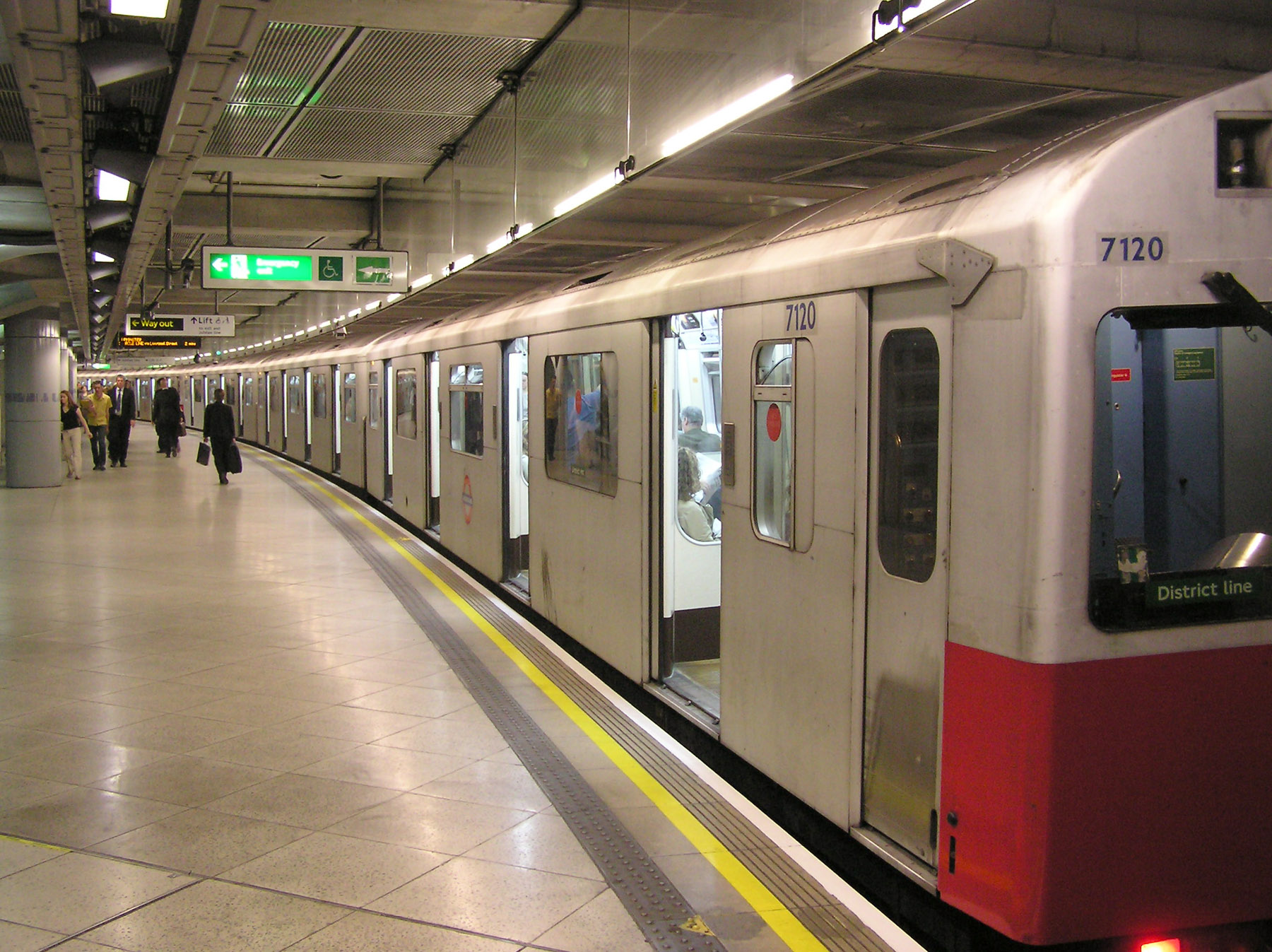
サークル線・ディストリクト線ホーム
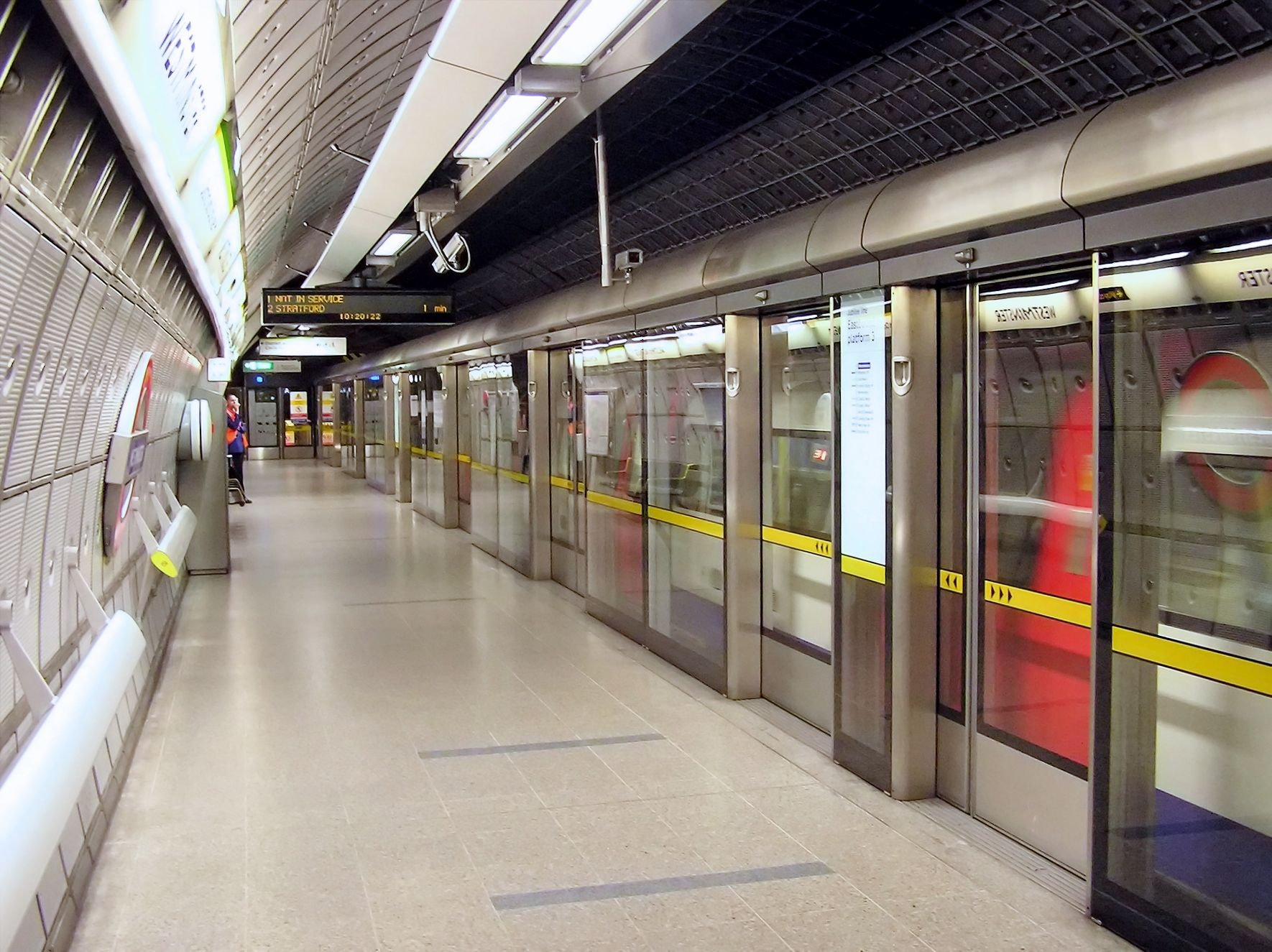
ジュビリー線ホーム（東行き）
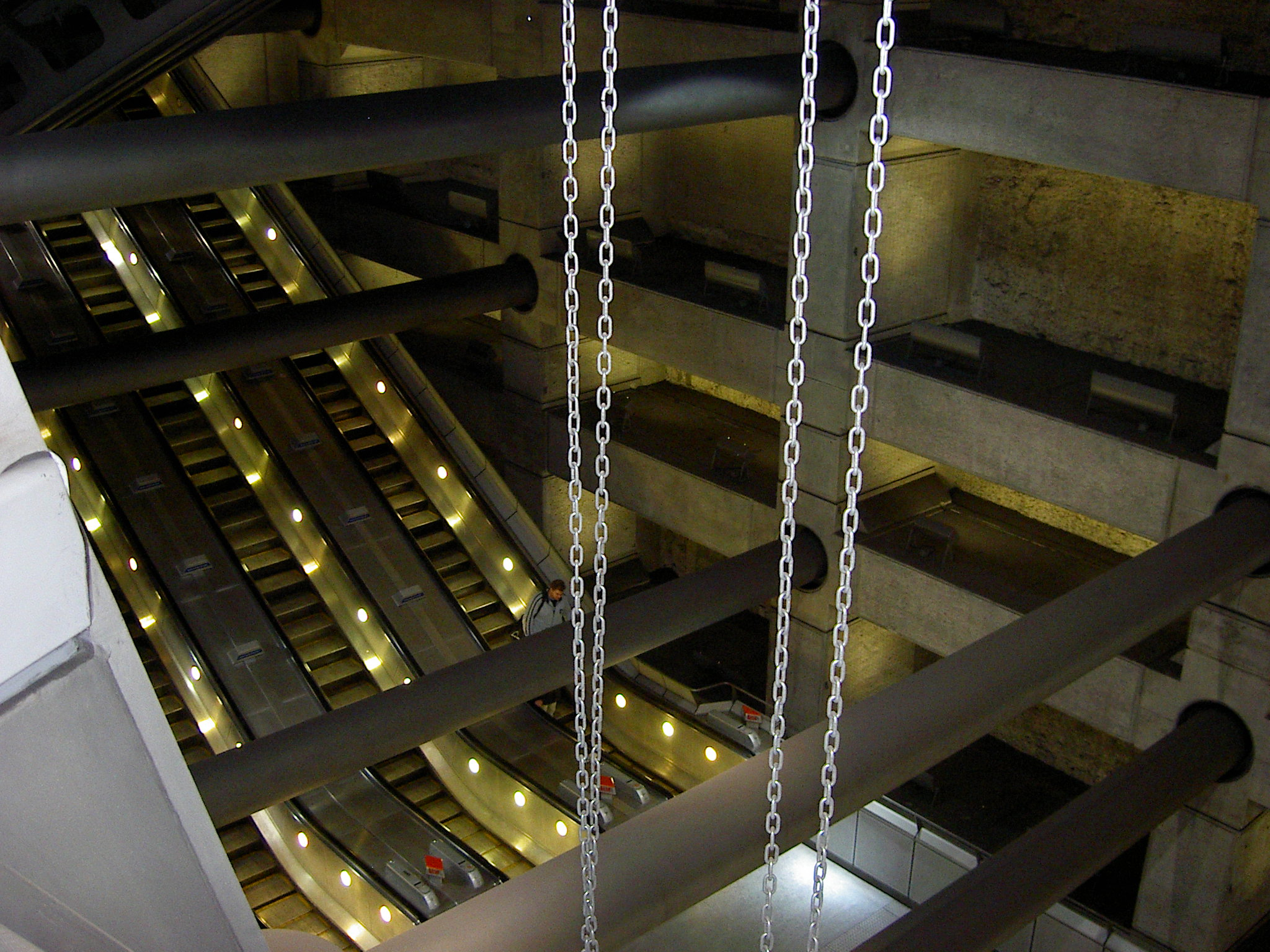
ジュビリー線へのエスカレーター
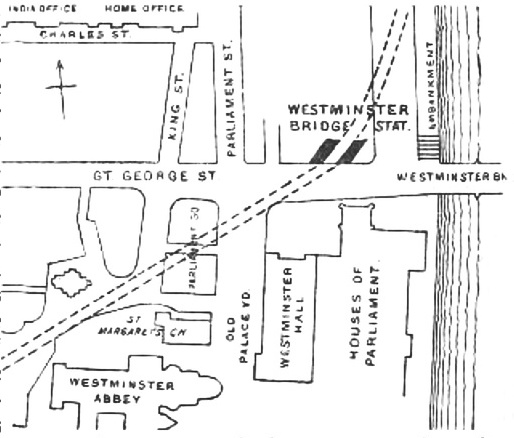
1888年の地図

## バス路線
ロンドンバスの3、11、12、24、53、87、88、148、159、211、453系統と、ナイトバスのN2、N3、N11、N44、N52、N87、N109、N136、N155、N381系統が当駅を経由する。

## 隣の駅
ロンドン交通局
ロンドン地下鉄
■サークル線
セント・ジェームズ・パーク駅 - ウェストミンスター駅 - エンバンクメント駅
■ディストリクト線
本線
セント・ジェームズ・パーク駅 - ウェストミンスター駅 - エンバンクメント駅
■ジュビリー線
グリーン・パーク駅 - ウェストミンスター駅 - ウォータールー駅